# Czescy posłowie do Parlamentu Europejskiego 2004
Czescy posłowie V kadencji do Parlamentu Europejskiego uzyskali ten status w dniu 1 maja 2004, tj. w dniu akcesji Czech do Unii Europejskiej. Byli przedstawicielami krajowego parlamentu. Ich mandaty wygasły w dniu zakończenia kadencji PE 19 lipca 2004.

## Lista posłów
Obywatelska Partia Demokratyczna (EPP-ED)
- Miroslav Beneš
- Hynek Fajmon
- Helena Mallotová
- Miroslav Ouzký
- Alena Palečková
- Jiří Pospíšil
- Luděk Sefzig
- Jan Zahradil

Czeska Partia Socjaldemokratyczna (PES)
- Milan Ekert
- Richard Falbr
- Petr Lachnit
- Vladimír Laštůvka
- Libor Rouček
- Petr Šulák
- Miloš Titz

Komunistyczna Partia Czech i Moraw (EUL/NGL)
- Kateřina Konečná
- Jiří Maštálka
- Miloslav Ransdorf

Unia Chrześcijańska i Demokratyczna – Czechosłowacka Partia Ludowa (EPP-ED)
- Vilém Holáň
- Jaroslav Lobkowicz
- Josef Vaculík

Unia Wolności – Unia Demokratyczna (EPP-ED)
- Pavel Svoboda

Niezależni senatorowie
- Daniel Kroupa (EPP-ED)
- Helena Rögnerová (ELDR)